# Riaille (affluent gauche)
Cette Riaille est un des trois affluents du Cavalon/Coulon au nom de Riaille, et une des deux en Vaucluse. Elle est un sous-affluent du Rhône par la Durance, située en région PACA.

## Géographie
De 5,3 km de longueur, cette rivière est un affluent du Coulon.

## Hydronymie
Riaille est un nom issu de l'ancien occitan riailh qui signifie « ruisseau », de la même origine latine que riou, équivalent du mot français « ru ». La forme masculine riau se retrouve souvent en français sous le nom réal, le nom est issu de ri « rivière », et de hallier « broussailles ».  
Du latin rivale (petit cours d'eau) et désigne généralement un gros ruisseau (parfois asséché à certaines saisons).

### Communes traversées
Elle arrose les communes de Lacoste, Bonnieux et Goult.

### Affluents
Le seul affluent connu est le Fossé de Trigaud, ruisseau de 1,9 km qui traverse les communes de Bonnieux et Lacoste.